# Llista de topònims de Vallmanya
Llista de topònims (noms propis de lloc) de Vallmanya (Conflent).
Informació actualitzada per un bot. Els canvis manuals es perdran quan s'actualitzi!

## instal·lació esportiva
| imatge | Nom                  | Ubicat a            | instància de                              | Detalls | coordenades | Protecció | Commons (més fotos) | Dades a WD                    |
| ------ | -------------------- | ------------------- | ----------------------------------------- | ------- | --- | --------- | ------------------- | ----------------------------- |
|        | refugi de l'Estanyol | Vallmanya           | instal·lació esportiva refugi de muntanya |         | 42° 31′ 05″ N, 2° 31′ 28″ E / 42.51795°N,2.52441°E fr:L'ESTANYOL 66320 Valmanya                                            |           |                     | Modifica les dades a Wikidata |
|        | refugi del Pinetell  | els Masos Vallmanya | instal·lació esportiva refugi de muntanya | 2008    | 42° 31′ 08″ N, 2° 30′ 33″ E / 42.51891°N,2.50921°E fr:BALCON DU CANIGOU 66500 Los Masos fr:ABRI DE PINETEIL 66320 Valmanya |           |                     | Modifica les dades a Wikidata |

## muntanya
| imatge | Nom                 | Ubicat a                                    | instància de   | Detalls | coordenades                                                                        | Protecció | Commons (més fotos) | Dades a WD                    |
| ------ | ------------------- | ------------------------------------------- | -------------- | ------- | ---------------------------------------------------------------------------------- | --------- | ------------------- | ----------------------------- |
|        | Cinc Creus          | Vallmanya Cortsaví                          | muntanya       |         | 42° 29′ 54″ N, 2° 31′ 01″ E / 42.498472°N,2.517025°E                               |           |                     | Modifica les dades a Wikidata |
|        | Pic Baix del Canigó | Castell de Vernet Taurinyà Vallmanya Vernet | muntanya       |         | 42° 30′ 50″ N, 2° 33′ 11″ E / 42.513944°N,2.553028°E                               |           |                     | Modifica les dades a Wikidata |
|        | Pic de Gallinassa   | Vallmanya Cortsaví                          | muntanya       |         | 42° 30′ 07″ N, 2° 30′ 26″ E / 42.502°N,2.507178°E 2461 msnm                        |           | Pic Gallinasse      | Modifica les dades a Wikidata |
|        | Pic de les Anyelles | Taurinyà Vallmanya                          | muntanya       |         | 42° 31′ 10″ N, 2° 27′ 53″ E / 42.519372°N,2.464714°E                               |           |                     | Modifica les dades a Wikidata |
|        | Puig Sec            | Vallmanya Castell de Vernet                 | muntanya       |         | 42° 30′ 35″ N, 2° 27′ 51″ E / 42.5097°N,2.46417°E 2665 msnm                        |           |                     | Modifica les dades a Wikidata |
|        | Puig de Pèl de Ca   | Vallmanya Cortsaví                          | muntanya       |         | 42° 30′ 05″ N, 2° 31′ 41″ E / 42.501428°N,2.527953°E                               |           |                     | Modifica les dades a Wikidata |
|        | Puig de Sant Pere   | Cortsaví Vallmanya                          | muntanya       |         | 42° 30′ 27″ N, 2° 32′ 34″ E / 42.5075°N,2.54278°E 1791 msnm                        |           |                     | Modifica les dades a Wikidata |
|        | Puig de l'Estela    | Cortsaví la Bastida Vallmanya               | muntanya       |         | 42° 30′ 53″ N, 2° 33′ 13″ E / 42.5146828414°N,2.55355631584°E 1778 msnm            |           | Puig de l'Estella   | Modifica les dades a Wikidata |
|        | Puig del Roc Negre  | Castell de Vernet Vallmanya Cortsaví        | muntanya       |         | 42° 30′ 00″ N, 2° 28′ 16″ E / 42.500086°N,2.471182°E 2714 msnm                     |           |                     | Modifica les dades a Wikidata |
|        | Puig del Trucador   | la Bastida Vallmanya                        | muntanya       |         | 42° 31′ 09″ N, 2° 33′ 17″ E / 42.519222°N,2.554639°E                               |           |                     | Modifica les dades a Wikidata |
|        | Puig dels Becís     | Estoer Vallestàvia Vallmanya                | muntanya       |         | 42° 32′ 25″ N, 2° 30′ 23″ E / 42.540333333333°N,2.50635°E                          |           |                     | Modifica les dades a Wikidata |
|        | Ras de Prat Cabrera | Estoer Vallmanya                            | muntanya prada |         | 42° 31′ 42″ N, 2° 29′ 28″ E / 42.528264°N,2.491028°E massís del Canigó 1863.9 msnm |           | Ras de Prat Cabrera | Modifica les dades a Wikidata |
|        | Roc Negre           | Vallmanya Cortsaví                          | muntanya       |         | 42° 30′ 01″ N, 2° 28′ 15″ E / 42.500222°N,2.470778°E                               |           |                     | Modifica les dades a Wikidata |
|        | Roc Roig            | Vallmanya                                   | muntanya       |         | 42° 32′ 42″ N, 2° 32′ 16″ E / 42.5451°N,2.537638888888889°E 1682 msnm              |           |                     | Modifica les dades a Wikidata |
|        | Roc de l'Escala     | Estoer Vallmanya                            | muntanya       |         | 42° 31′ 37″ N, 2° 28′ 31″ E / 42.526817°N,2.475372°E                               |           |                     | Modifica les dades a Wikidata |
|        | Roc de les Molleres | Vallmanya                                   | muntanya       |         | 42° 31′ 23″ N, 2° 29′ 34″ E / 42.522944°N,2.492697°E                               |           |                     | Modifica les dades a Wikidata |
|        | Roc del Corbàs      | Vallestàvia Vallmanya                       | muntanya       |         | 42° 32′ 33″ N, 2° 31′ 03″ E / 42.542419°N,2.517556°E 1431.6 msnm                   |           |                     | Modifica les dades a Wikidata |
|        | Roc del Cucut       | Vallmanya                                   | muntanya       |         | 42° 32′ 33″ N, 2° 31′ 03″ E / 42.542419°N,2.517556°E                               |           |                     | Modifica les dades a Wikidata |

## port de muntanya
| imatge | Nom                            | Ubicat a                             | instància de             | Detalls | coordenades                                                      | Protecció | Commons (més fotos) | Dades a WD                    |
| ------ | ------------------------------ | ------------------------------------ | ------------------------ | ------- | ---------------------------------------------------------------- | --------- | ------------------- | ----------------------------- |
|        | Coll d'en Tillet               | Vallmanya la Bastida                 | port de muntanya         |         | 42° 31′ 41″ N, 2° 33′ 12″ E / 42.5281°N,2.5534°E 1311 msnm       |           |                     | Modifica les dades a Wikidata |
|        | Coll de la Cirera              | Vallmanya Cortsaví                   | port de muntanya collada |         | 42° 30′ 24″ N, 2° 32′ 22″ E / 42.506569°N,2.539558°E 1731.3 msnm |           |                     | Modifica les dades a Wikidata |
|        | Coll de la Serra del Roc Negre | Vallmanya Cortsaví                   | port de muntanya         |         | 42° 30′ 04″ N, 2° 28′ 47″ E / 42.501222°N,2.479806°E 2670.1 msnm |           |                     | Modifica les dades a Wikidata |
|        | Collada de la Tartera          | Estoer Vallmanya                     | port de muntanya         |         | 42° 31′ 38″ N, 2° 29′ 12″ E / 42.527136°N,2.486633°E 1984.7 msnm |           |                     | Modifica les dades a Wikidata |
|        | Collet de Capellet             | Vallestàvia Vallmanya                | port de muntanya         |         | 42° 32′ 54″ N, 2° 32′ 57″ E / 42.5482°N,2.549158°E 872.9 msnm    |           |                     | Modifica les dades a Wikidata |
|        | Collet de Pei                  | Vallmanya Cortsaví                   | port de muntanya         |         | 42° 30′ 48″ N, 2° 32′ 56″ E / 42.513444°N,2.548925°E 1718.6 msnm |           |                     | Modifica les dades a Wikidata |
|        | Collet dels Isards             | Cortsaví Castell de Vernet Vallmanya | port de muntanya         |         | 42° 29′ 51″ N, 2° 27′ 57″ E / 42.497531°N,2.465764°E 2666.9 msnm |           |                     | Modifica les dades a Wikidata |
|        | Portella Baixa de Vallmanya    | Castell de Vernet Vallmanya          | port de muntanya         |         | 42° 30′ 15″ N, 2° 27′ 56″ E / 42.504158°N,2.465606°E 2497.6 msnm |           |                     | Modifica les dades a Wikidata |
|        | Portella de Vallmanya          | Castell de Vernet Vallmanya          | port de muntanya         |         | 42° 31′ 41″ N, 2° 33′ 12″ E / 42.528056°N,2.553417°E 1311 msnm   |           |                     | Modifica les dades a Wikidata |

## Misc
| imatge | Nom                          | Ubicat a                                        | instància de                          | Detalls | coordenades                                                                           | Protecció                             | Commons (més fotos)              | Dades a WD                    |
| ------ | ---------------------------- | ----------------------------------------------- | ------------------------------------- | ------- | ------------------------------------------------------------------------------------- | ------------------------------------- | -------------------------------- | ----------------------------- |
|        | Bosc de Patriques            | Vallmanya                                       | bosc                                  |         | 42° 32′ 00″ N, 2° 30′ 33″ E / 42.533366°N,2.509051°E 1300 msnm                        |                                       | Bosc de Patriques                | Modifica les dades a Wikidata |
|        | Bosc de Vallmanya            | Vallmanya                                       | bosc estatal                          |         | 42° 30′ 52″ N, 2° 35′ 32″ E / 42.514472222222°N,2.5921944444444°E                     |                                       |                                  | Modifica les dades a Wikidata |
|        | Castell de Vallmanya         | Vallmanya                                       | castell                               |         | 42° 32′ 09″ N, 2° 31′ 54″ E / 42.535932°N,2.531572°E 942.3 msnm                       |                                       | Castell de Vallmanya             | Modifica les dades a Wikidata |
|        | Els Masos (Vallmanya)        | Pirineus Orientals districte de Prada Vallmanya | poble                                 |         | 42° 31′ 54″ N, 2° 31′ 08″ E / 42.531619444444°N,2.5189194444444°E Conflent 1044 msnm  |                                       | Els Masos de Vallmanya           | Modifica les dades a Wikidata |
|        | La Pinosa                    | Vallmanya                                       | mina                                  |         | 42° 30′ 56″ N, 2° 32′ 14″ E / 42.515655°N,2.537356°E 1358.9 msnm                      | monument inventariat en risc a França |                                  | Modifica les dades a Wikidata |
|        | Mines de la Pinosa           | Vallmanya                                       | veïnat                                |         | 42° 30′ 58″ N, 2° 32′ 18″ E / 42.516111111111°N,2.5383333333333°E                     |                                       | Mines de la Pinosa               | Modifica les dades a Wikidata |
|        | Sant Vicenç de Vallmanya     | Vallmanya                                       | església                              |         | 42° 32′ 30″ N, 2° 32′ 22″ E / 42.541583333333°N,2.5395277777778°E                     |                                       | Église Saint-Vincent de Valmanya | Modifica les dades a Wikidata |
|        | Sant Vicenç de Vallmanya     | Vallmanya                                       | edifici                               |         | 42° 32′ 20″ N, 2° 32′ 02″ E / 42.53877648464356°N,2.533817729047433°E                 |                                       |                                  | Modifica les dades a Wikidata |
|        | Serra de Barbet              | Taurinyà Castell de Vernet Vernet Vallmanya     | carena                                |         |                                                                                       |                                       |                                  | Modifica les dades a Wikidata |
|        | casa de la vila de Vallmanya | Vallmanya                                       | instal·lació Ús: seu del govern local |         | 42° 32′ 20″ N, 2° 32′ 03″ E / 42.5387638244311°N,2.53429593471927°E fr:66320 VALMANYA |                                       |                                  | Modifica les dades a Wikidata |
|        | massís del Canigó            | Vernet Castell de Vernet Vallmanya Taurinyà     | massís àrea protegida Natura 2000     |         | 42° 31′ 08″ N, 2° 27′ 24″ E / 42.51890192805555°N,2.4565596419444446°E 2784 msnm      | Grand site de France                  | Massif du Canigó                 | Modifica les dades a Wikidata |
|        | puig Barbet                  | Taurinyà Vallmanya                              | cim muntanya                          |         | 42° 31′ 09″ N, 2° 27′ 52″ E / 42.51921°N,2.46433°E massís del Canigó 2712 2733 msnm   |                                       | Puig Barbet                      | Modifica les dades a Wikidata |